# Stylidium preissii
Stylidium preissii är en tvåhjärtbladig växtart som först beskrevs av Sonder, och fick sitt nu gällande namn av Ferdinand von Mueller. Stylidium preissii ingår i släktet Stylidium och familjen Stylidiaceae. Inga underarter finns listade i Catalogue of Life.